# Aldra (île)
Aldra est une île de la commune de Lurøy , en mer de Norvège dans le comté de Nordland en Norvège.

## Description
L'île de 24 km2l est situé juste contre la côte continentale, au nord du village de Haugland (en) et à l'ouest de Brattland. L'île est séparée du continent par l'Aldersundet (no). Les îles de Stigen et Lurøya se trouvent à l'ouest. Le village d'Aldra se trouve sur le côté sud-est de l'île.
L'île d'Aldra a été utilisée comme site de transmission VLF. Une antenne, couvrant le fjord jusqu'à Brattland, a été utilisée dans le cadre du système de navigation Oméga jusqu'en 1997. Cette antenne a été démantelée en 2002.
L'île abrite une population de lièvres d'intérêt national pour la gestion.

## Galerie

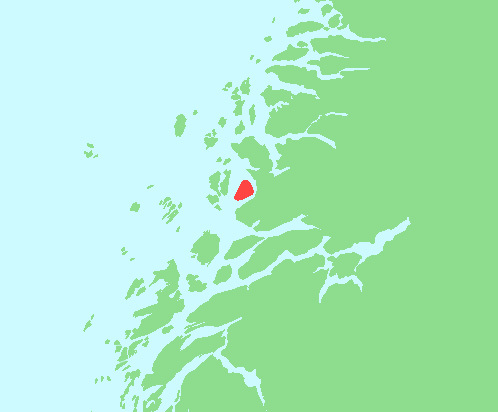
Localisation de l'île